# Teófanes I de Constantinopla
Teófanes I de Constantinopla (em grego: Θεοφάνης Α΄; m. 26 de março de 1597), dito Karykes (em grego: Καρύκης), foi [[patriarca ecumênico de Constantinopla entre agosto de 1596 e fevereiro de 1597. Morreu apenas três semanas depois de deixar o cargo.

## História
Teófanes nasceu em Atenas e eram membro da histórica família dos Karykes. Antes de 1578, foi cantor e depois logóteta da igreja. Em 1585, foi eleito bispo metropolitano de Filipópolis como sucessor de Teolepto II, que foi eleito patriarca. Nesta função, permaneceu em Istambul até 1592, quando foi eleito metropolitano de Atenas. Durante seu mandato, participou de um encontra em Istambul em 1593 que ratificou a fundação do Patriarcado de Moscou e permaneceu como exarca do patriarcado no Peloponeso.
Quando o patriarca Gabriel faleceu, Teófanes ficou como responsável pelo trono patriarcal (lugar-tenente) entre setembro e dezembro de 1596. Em 26 de fevereiro de 1597, Teófanes foi eleito patriarca depois de tomar 6 000 peças de ouro dos judeus, o que lhe permitiu comprar o apoio necessário. Este valor é muito menor do que as 40 000 peças pagas pelo patriarca Pacômio II apenas treze anos antes, o que indica que leilão pelo cargo havia arrefecido na época de Teófanes.
Durante seu patriarcado, Teófanes se envolveu principalmente com a música eclesiástica. Ele escreveu muitos hinos e presume-se que tenha sido um professor de música bizantina. Mas seu mandato foi muito breve, pois ele morreu subitamente em 26 de março do mesmo ano. Depois de sua morte, o patriarca de Alexandria Melécio I Pegas assumiu o controle temporário da igreja.
Teófanes provavelmente escreveu o códice que está preservado na biblioteca do Patriarcado de Jerusalém sob o número de série 127.